# Huta Szklana (Grande-Pologne)
Pour les articles homonymes, voir Huta Szklana.
Huta Szklana (prononciation : [ˈxuta ˈʂklana]) est un  village polonais de la gmina de Krzyż Wielkopolski dans le powiat de Czarnków-Trzcianka de la voïvodie de Grande-Pologne dans le centre-ouest de la Pologne.
Il se situe à environ 6 kilomètres au nord-est de Krzyż Wielkopolski (siège de la gmina), à 35 kilomètres à l'ouest de Czarnków (siège du powiat), et à 82 kilomètres au nord-ouest de Poznań (capitale de la Grande-Pologne).

## Histoire
De 1975 à 1998, le village faisait partie du territoire de la voïvodie de Piła.

Depuis 1999, Huta Szklana est situé dans la voïvodie de Grande-Pologne.